# Derfel Gadarn
Derfel, també conegut com a Sant Derfel o Derfel Gadarn ([c]adarn: "poderós, valent, fort", c. 566 - 6 d'abril de 660), va ser un monjo cristià celta del segle vi, considerat un sant a Gal·les. Segons la llegenda, Derfel va ser un guerrer cortesà del rei Artús.

## Família
La tradició medieval gal·lesa el vincula a Hoel, un llegendari monarca brità de Bretanya. A l'última versió del tractat genealògic Bonned y Saint és presentat com un dels fills d'en Hoel. La tradició gal·lesa també el relaciona amb els sants Tudwal i Armel (tots dos fills de Hoel), així com amb en Cadfan, un presumpte cosí seu.

## Vida
Derfel hauria nascut al voltant de l'any 566. La crònica es refereix a ell com un dels únics set guerrers d'Artús que van aconseguir sobreviure a la batalla de Camlann. Tres dels altres sis supervivents també haurien sigut canonitzats. Mentre que altres van sobreviure gràcies a la bona fortuna, Derfel va aconseguir-ho pel "mèrit de la seva força".
Segons la lírica medieval gal·lesa, Derfel era un guerrer destacat. Tudur Penllyn va escriure:
Derfel mewn rhyfel, gwnai'i wayw'n rhyfedd, Darrisg dur yw'r wisg, dewr yw'r osgedd.
("En Derfel a la guerra, manejava la llança amb destresa, d'acer és la seva peça, valent és l'aparença.")
D'acord amb Lewys Glyn Cothi:
"Quan a Camlann els homes barallaven i les hosts eren assassinades, en Derfel partia l'acer en dos amb les seves armes".
Derfel hauria seguit l'ofici religiós després del seu èxit a Calmann. Després d'una breu etapa com a anacoreta, es creu que va ingressar al monestir de Llantwit. El seu nom també apareix a Llandderfel, Gwynedd, localitat gal·lesa que hauria fundat. Així mateix, hauria sigut abat d'Ynys Enlli, succeint al seu cosí Sant Cadfan. Segons la crònica, Derfel va morir per causes naturals el 6 d'abril de 660.

## Veneració
La festivitat religiosa de Derfel té lloc cada 5 d'abril.
Derfel va ser venerat durant segles a les esglésies de Llanfihangel Llantarnam, les quals es van adjudicar una de les seves relíquies, i a Llandderfel, on s'havia tallat una figura de fusta per al seu culte. Va ser objecte de peregrinació en aquests llocs. A la iconografia medieval és representat com un genet embolicat en una armadura en comptes de com un religiós convencional. La figura de fusta de Llandderfel va ser requisada i desmantellada per ordre de Thomas Cromwell durant la Reforma protestant i utilitzada per a cremar viu a un sacerdot catòlic, John Forest, a Smithfield, Londres. Aquest fet es va interpretar com el compliment d'una profecia que vaticinava que la figura cremaria un bosc (en anglès, "forest"). Part de la figura encara es conserva a Llandderfel.

## En la ficció
Derfel Cadarn és un dels protagonistes de la trilogia de ficció històrica The Warlord Chronicles de Bernard Cornwell, la qual tracta de la vida del rei Artús a l'alta edat mitjana de Bretanya.